# Pierre & Vacances Center Parcs Group
De Groupe Pierre & Vacances Center Parcs is een Frans beursgenoteerd bedrijf en uitbater van vakantiedomeinen in Europa.

## Geschiedenis
De Groupe Pierre & Vacances Center Parcs is een bedrijf ontstaan uit de fusie tussen het Nederlandse Center Parcs en het Franse Pierre et Vacances. In 2001 neemt Pierre et Vacances het Nederlandse Gran Dorado over, later dat jaar neemt het in een 50/50 joint venture met DB Capital Partners ook Center Parcs over. In 2002 wordt Center Parcs samengevoegd met de voorheen belangrijkste concurrent Gran Dorado. Gran Dorado had in 1997 de verhuuractiviteiten van de Creatief Vakantieparken overgenomen en was daarmee de grootste bungalowvakantieaanbieder van Europa geworden. Omdat de Nederlandse Mededingingsautoriteit niet akkoord gaat met een samenvoeging van de verhuur van alle parken, verkoopt Pierre & Vacances de exploitatie van de kleine parken zonder veel voorzieningen aan Landal Greenparks (de van Creatief Vakantieparken overgenomen parken) en Roompot (het oorspronkelijke Gran Doradopark Weerterbergen). De vijf overgebleven parken die Pierre & Vacances behoudt (vijf van de zes oorspronkelijke Gran Doradoparken), worden samen met alle Center Parcs Europeparken behouden in het nieuwe fusiebedrijf.
In april 2007 maakte de groep bekend het Belgische Sunparks overgenomen te hebben. In 2011 werd de fusie verder doorgezet met de komst van de nieuwe naam "Groupe Pierre & Vacances Center Parcs". Bij nader inzien bleef het label Sunparks echter bestaan.

## Merken
- Center Parcs
- Sunparks
- Pierre & Vacances
- Maeva
- Adagio (joint venture met Accor)
- Villages Nature